# Перспективи квантових комп'ютерів

## Перспективи квантових комп'ютерів
Квантовий комп'ютер — обчислювальний пристрій, який шляхом виконання квантових алгоритмів істотно використовує під час роботи квантово-механічні ефекти, такі як квантовий паралелізм і квантова заплутаність.
Квантовий паралелізм є у тому, що ці у процесі обчислень є квантовою інформацією, котра, за закінченні процесу перетворюється на класичну шляхом виміру кінцевого стану квантового регістру. Виграш в квантових алгоритмах досягається
за рахунок того, що при застосуванні однієї квантової операції велика кількість коефіцієнтів суперпозиціЇ квантових станів, які у віртуальної формі містять класичну інформацію, перетвориться одночасно.
Квантову суперпозицію можна видати за якийсь об'єднаний стан двох дискретних величин.
Базові характеристики квантових комп'ютерів теоретично дозволяють подолати деякі обмеження, які з'являються під час роботи класичних комп'ютерів.
Основою роботи квантового комп'ютера є кубіт.

## Ідея
Ідея квантових обчислень, вперше висловлена Ю. І. Маніним і Р.Фейнманом, у тому, що квантова система з L >двох рівневих кубітів (квантових елементів) має 2L лінійно незалежних станів, отже, внаслідок принципу квантової суперпозиції, простором станів такого квантового регістру є 2L-мірнегильбертово простір. Операція в квантових обчисленнях відповідає повороту вектора стану регістру у тому просторі. Отже, квантове обчислювальне пристрій розміром L>кубіт може виконувати паралельно 2L операцій.
Припустимо, що є один кубіт. У разі після виміру, в так званої класичної формі, результат буде 0 чи 1. Насправді кубіт-квантовий об'єкт і тому, внаслідок принципу невизначеності, внаслідок виміру може бути 0, і одну з певною ймовірністю. Якщо кубіт дорівнює 0 (чи 1) зі стовідсотковою імовірністю, її стан позначається з допомогою символу (чи) — в позначеннях Дірака. і — це базові стану. У випадку квантове стан кубіта перебуває «між» базовими і записується, як, де |a|> і |b|> -ймовірності виміряти 0 чи 1 відповідно; ; |a|> + |b|> = 1. Понад те, відразу після виміру кубіт перетворюється на базовий квантовий стан, аналогічний класичному результату.

## Приклади
Наведемо задля пояснення два приклади з квантової механіки: 1) фотон перебуває у стані суперпозіції двохполяризацій; вимір назавжди і безповоротно колапсує стан фотона в таке з певною поляризацією; 2) радіоактивний атом існує певна період піврозпаду ; вимір може виявити очевидно: він ще розпався, але ці означає, що він не розпадеться.
Перейдемо до системи з цих двохкубітів. Вимірювання кожного їх може дати 0 чи 1. Тому в системи 4 класичних стану: 00, 01, 10 і одинадцять. Аналогічні їм базові квантові стану: . І, насамкінець, загальне квантове стан системи має вигляд . Тепер |a|> -ймовірність виміряти 00 тощо. буд. Зазначимо, що |a|>+|b|>+|з|>+|>d|>=1 як повна ймовірність.
У випадку системи з L >кубітов, в неї 2L класичних станів (>00000…(L-нулей), …>00001(L-цифр), … ,11111…(L-единиц)), кожна з яких то, можливо обмірювано з імовірностями 0-100 %.
Отже, одна операція над групою кубітів зачіпає все значення, що вона може приймати, на відміну класичного біта. І це забезпечує безпрецедентний паралелізм обчислень.
Спрощена схема обчислення на квантовому комп'ютері така: береться система кубітів, де записується початкова стан. Потім стан системи чи її підсистем змінюється у вигляді базових квантових операцій. Наприкінці вимірюється значення, і це результат роботи комп'ютера.
Виявляється, що з побудови будь-якого обчислення досить двох базових операцій. Квантова система дає результат, тільки з деякою ймовірністю є правильним. Але з допомогою невеликого збільшення операцій на алгоритмі можна як завгодно наблизити можливість отримання правильного результату до одиниці.
З допомогою базових квантових операцій можна симулювати роботу звичайних логічних елементів, із яких зроблено звичайні комп'ютери. Тому будь-яке завдання, яка вирішена зараз, квантовий комп'ютер вирішить, і майже таку ж час. Отже, нова схема обчислень буде слабше нинішньої.
Але тоді виникає запитання переваги квантового комп'ютера.